# Coffre de voiture
Ne doit pas être confondu avec Coffre de toit.

Le coffre de voiture est le principal compartiment de rangement du véhicule automobile.
Situé hors de l'habitacle, son accès principal se fait par l'extérieur. En fonction de l'emplacement du moteur, il se situe à l'avant ou à l'arrière du véhicule, cette seconde option étant plus commune.
Généralement sur une berline, il est fermé et s'ouvre avec un hayon. Une roue de secours peut y être stockée et il peut être agrandi par l'abaissement des sièges arrière. Au-dessus, pour en masquer son contenu et pour assurer une bonne visibilité, une plage arrière rigide s'y trouve.

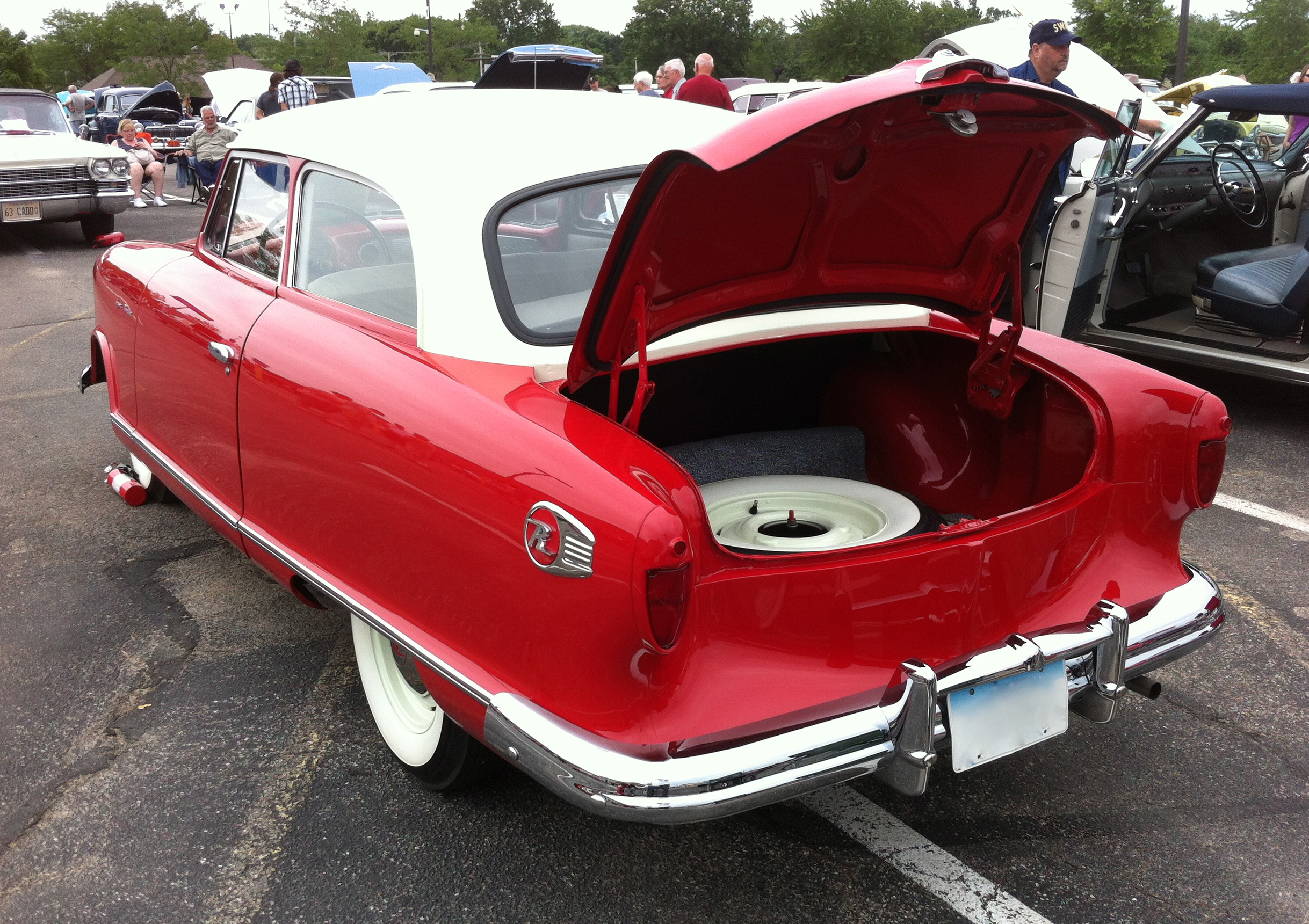
Coffre d'une Hudson Rambler.
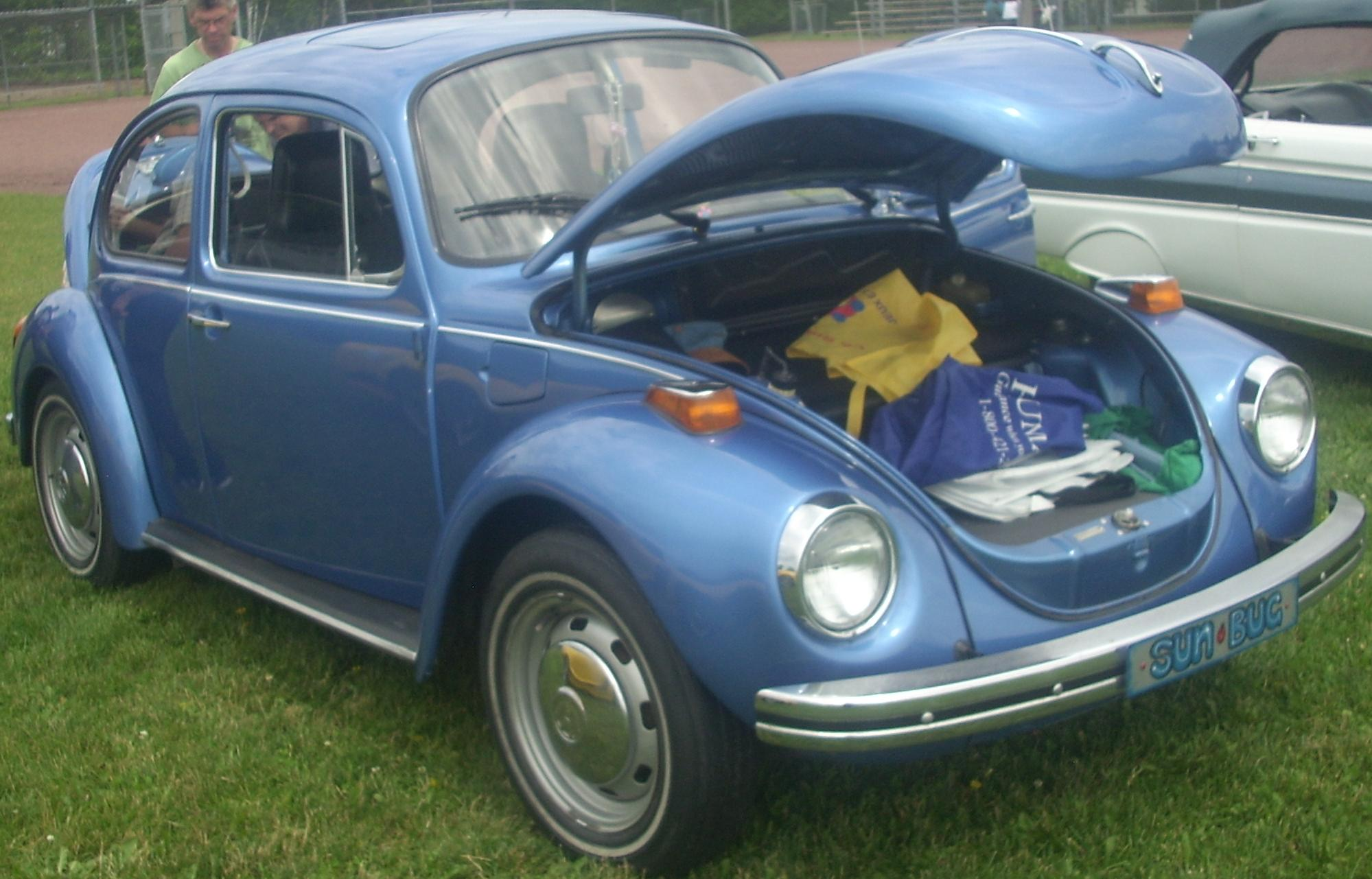
Coffre d'une Volkswagen Coccinelle.
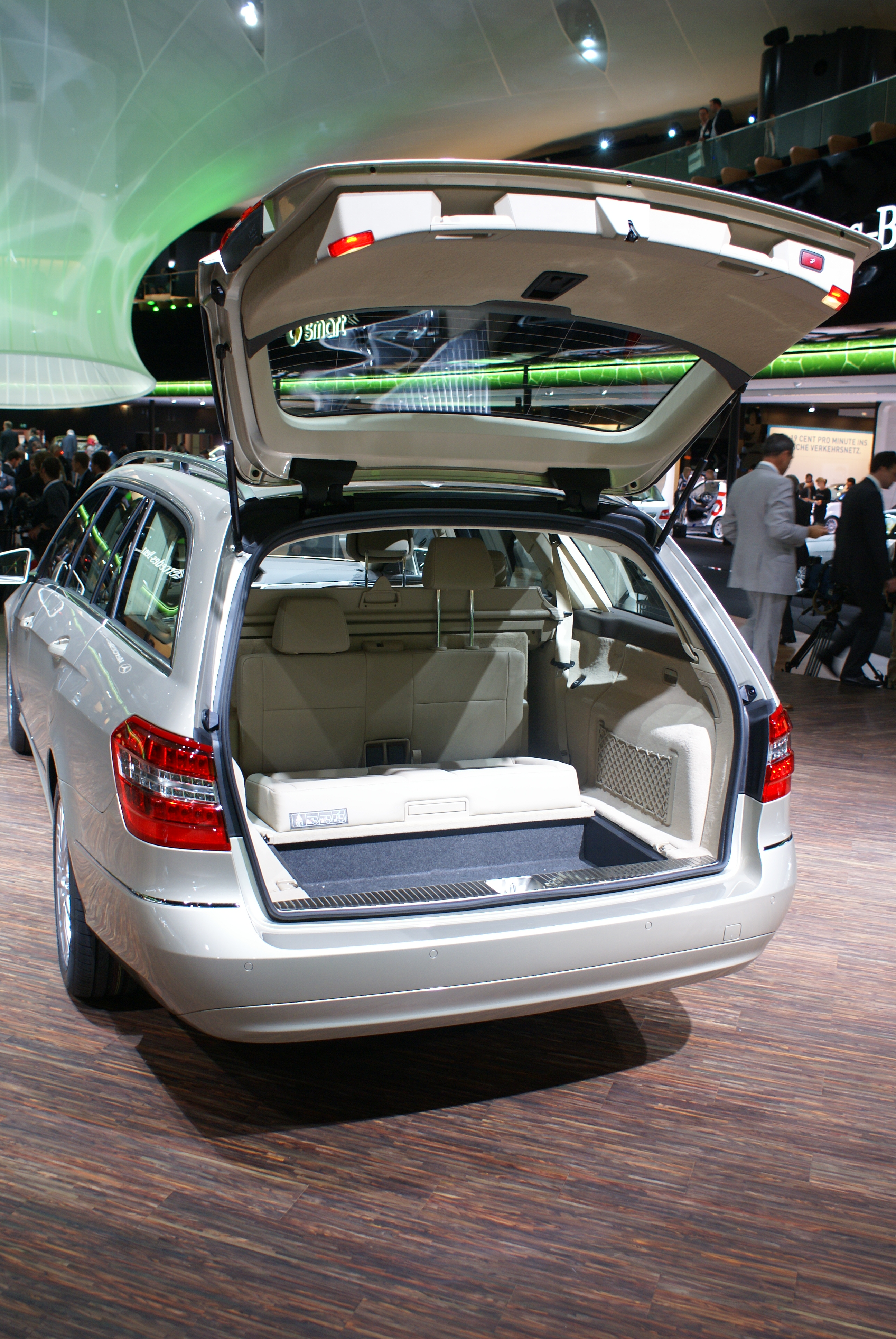
Coffre d'une Mercedes-Benz Classe E
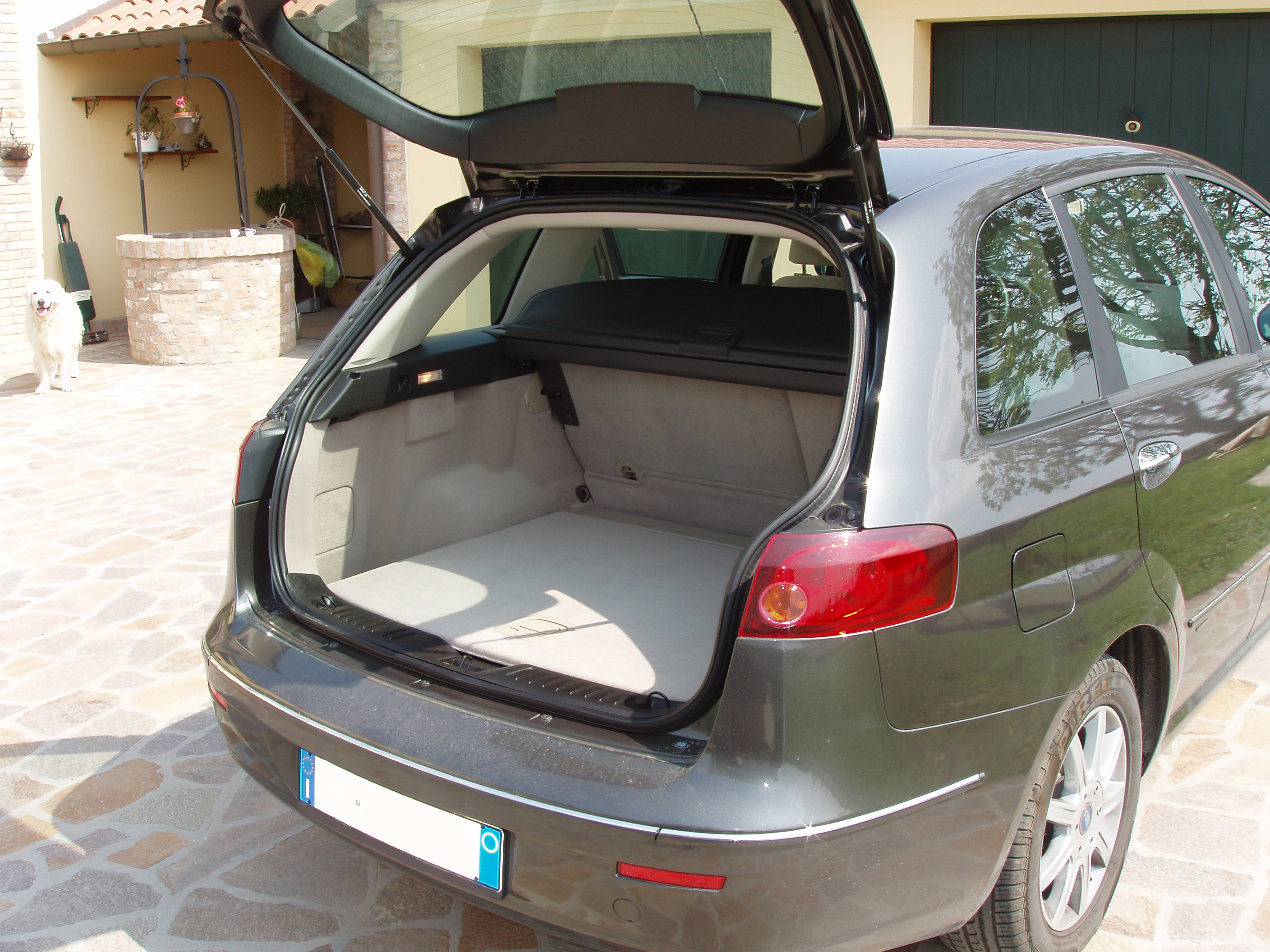
Coffre d'une Fiat Croma.